# Turiani
Turian (em persa: توريانtambém Romanizado como Tūrīān, Tūreyān, Tūrīyān, e Tūryān) é uma vila no Distrito Rural de Ramkan, componente do Distrito Central do Condado de Qeshm, Província de Hormozgan, do irã. A vila sofreu bastante em 2005, após o terremoto de Qeshm.

## Demografia
No Censo Nacional de 2006, a população da vila era de 2.051 em 430 domicílios. O censo seguinte, em 2011, contou 1.969 pessoas em 453 domicílios. O censo de 2016 mediu a população da vila em 2.339 pessoas em 625 domicílios.